# Plesiochrysa atalotis
Plesiochrysa atalotis is een insect uit de familie van de gaasvliegen (Chrysopidae), die tot de orde netvleugeligen (Neuroptera) behoort. 
Plesiochrysa atalotis is voor het eerst wetenschappelijk beschreven door Banks in 1910.